# Брезје при Подплату
Брезје при Подплату (словен. Brezje pri Podplatu) је насељено место у општини Рогашка Слатина, Савињска регија, Словенија.

## Историја
До територијалне реорганизације у Словенији било је у саставу старе општине Шмарје при Јелшах.

## Становништво
У попису становништва из 2011. године, Брезје при Подплату је имало 63 становника.
| Број становника према пописима | Број становника према пописима | Број становника према пописима |
| ------------------------------ | ------------------------------ | ------------------------------ |
| 1991                           | 2002                           | 2011                           |
| 58                             | 55                             | 63                             |

Напомена: До 1953. исказивано под именом Брезје.